# Адольф (граф Нассау)
Адольф граф Нассау (нидерл. Adolf van Nassau; 11 июля 1540, Дилленбург — 23 мая 1568, Хейлигерле, Гронинген) — граф Нассау-Дилленбургский, младший брат штатгальтера Вильгельма I Оранского. Участник сражений против испанцев во время Нидерландской революции, где в битве при Гейлигерлее был убит. После смерти Адольфа Нассау-Оранского не осталось наследников. Фактическое место захоронения является предметом споров.

## Биография
Адольф Нассау — второй сын графа Вильгельма I Нассау-Дилленбургского (1487—1559, правил в 1516—1559 годах) от второго брака с Юлианой Штольбергской. Адольф получил титул графа и в подчинение владения в Нассау-Дилленбурге. Поддерживал своего старшего брата, принца Вильгельма Оранского (1533—1584) в борьбе с Испанией за независимость Нидерландов.
Вместе с Людвигом Нассауским 23 мая 1568 принимал участие в битве при Гейлигерлее. Вместе с гёзами полководцы укрепились на лесистых высотах около расположенного неподалеку монастыря Св. Льва. Испанская пехота двинулась в атаку, но была отбита, а граф Аренберг, возглавивший конную атаку — получил смертельное ранение. При виде этого, испанцы обратились в бегство потеряв около 1600 человек. С целью развить успех Людвиг и Адольф двинулись в направлении к Гронингену. Местные жители отказались открыть ворота нидерландским войскам, а испанские солдаты устроив засаду — заманили в неё Адольфа. Потеряв свою лошадь, последний принял пеший бой, но был убит. Относительно тела Адольфа существует множество разных версий. Согласно некоторым, оно было захоронено в расположенном неподалеку монастыре; либо никогда не найдено вообще, либо же похоронено с военными почестями в замке Ведде (нидерл. Wedde), около города Эмден в Восточной Фризии. На основании недавних исследований новым предполагаемым местом захоронения тела Адольфа Нассау является город Ольденбург, Нижняя Саксония.